# 7.92×33mm 쿠르츠

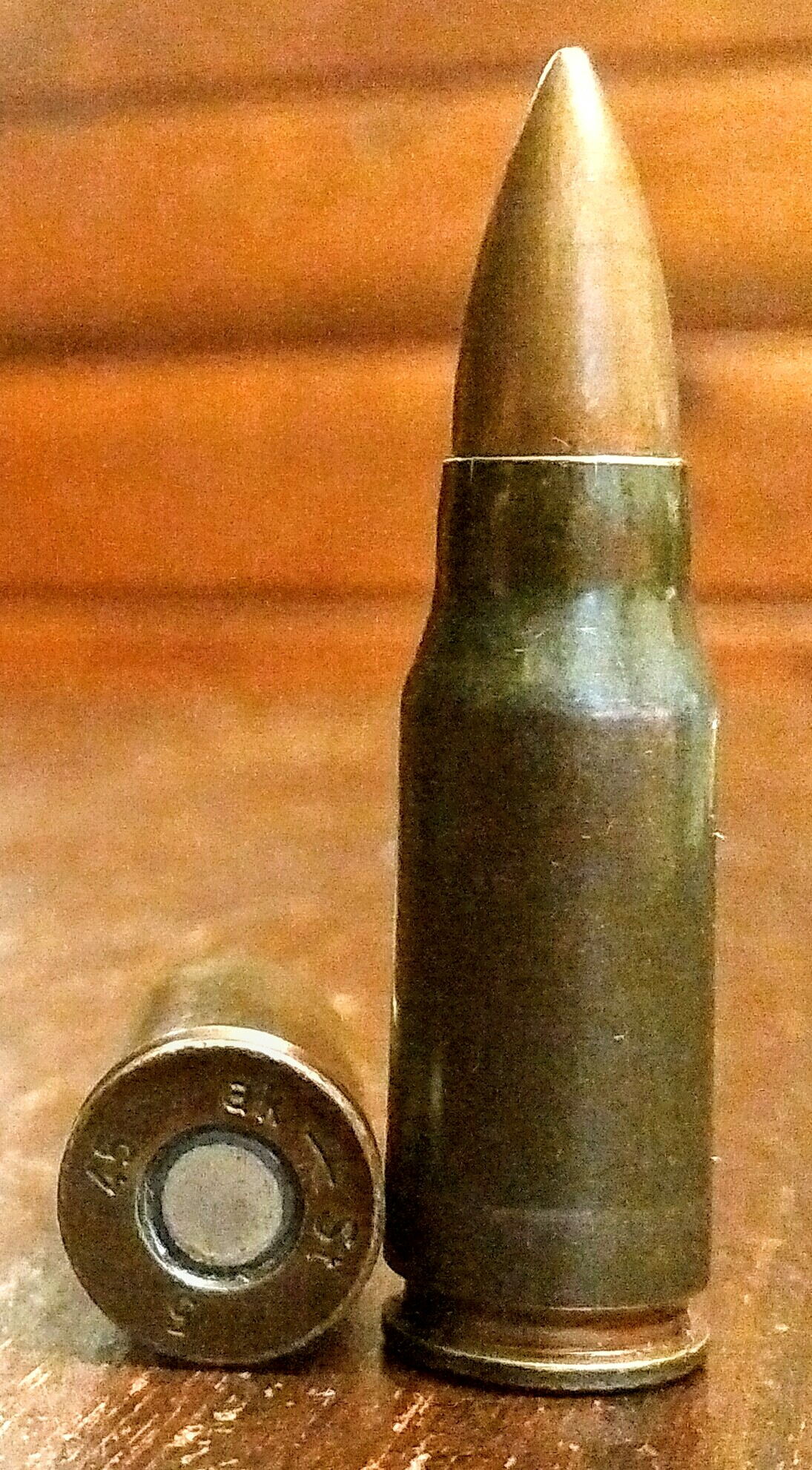
독일 7.92×33mm 쿠르츠 m.E. — 연강철심 탄환

7.92×33mm 쿠르츠(7.92×33mm Kurz, C.I.P.에 의해 '7.92 x 33 kurz'로 지정됨)는 제2차 세계 대전 이전과 도중에 나치 독일에서 개발된 림리스 보틀넥 중간 소총탄(독일어: Mittelpatrone)으로, 특히 StG 44 (돌격소총) 개발을 위해 고안되었다. 이 탄약은 또한 7.9mm 쿠르츠 (독일어: Kurz는 "짧은"을 의미), 7.9 쿠르츠, 7.9mmK, 또는 8×33 폴테로도 불린다. 이 탄약은 더 긴 7.92×57mm 강력 소총탄과 9mm 파라벨룸 권총탄 사이의 절충안으로 개발되었다.

## 탄약 크기
7.92×33mm 쿠르츠는 2.22 ml (34.3 그레인 H2O)의 탄피 용량을 가진다.
7.92×33mm 쿠르츠 최대 C.I.P. 탄약 크기. 모든 크기는 밀리미터(mm)이다.
미국인들은 어깨 각도를 알파/2 ≈ 17.5도로 정의한다.
이 탄약의 일반적인 강선 강선 회전율은 240 mm (9.45 인치당 1회전)이고, 네 개의 강선이 있으며, 강선 마루 = 7.89 밀리미터 (0.311 in), 강선 골 = 8.20 밀리미터 (0.323 in), 강선 폭 = 4.40 밀리미터 (0.173 in)이며 뇌관 종류는 베르단 또는 복서 (대형 소총용)이다.
소형 화기 시험을 위한 상설 국제 위원회 (C.I.P.)의 공식 규정에 따르면, 7.92×33mm 쿠르츠는 최대 340.00 MPa (49,313 psi) Pmax 피에조 압력을 감당할 수 있다. C.I.P. 규제 국가에서는 모든 소총-탄약 조합이 소비자 판매 인증을 위해 이 최대 C.I.P. 압력의 125%로 검사되어야 한다.

## 군사 명칭
독일 군사 지침에서는 구경이 중요하지 않게 여겨지는 경우가 많았고, 이름이 강조되었다. 7.92×33mm 쿠르츠는 Pistolenpatrone M43 (1943년형 권총탄) 또는 Pistolen-Munition M43 (1943년형 권총 탄약)으로 불렸다. 이는 StG44가 원래 "기관권총"으로 지정되어 히틀러에게 무기의 진정한 성격을 감추기 위한 이중성의 일부였다. StG 44가 최종적으로 승인되고 채택된 후, "1943년형 짧은 탄약" (독일어: Kurzpatrone 43)으로 재지정되었다.

## 배경

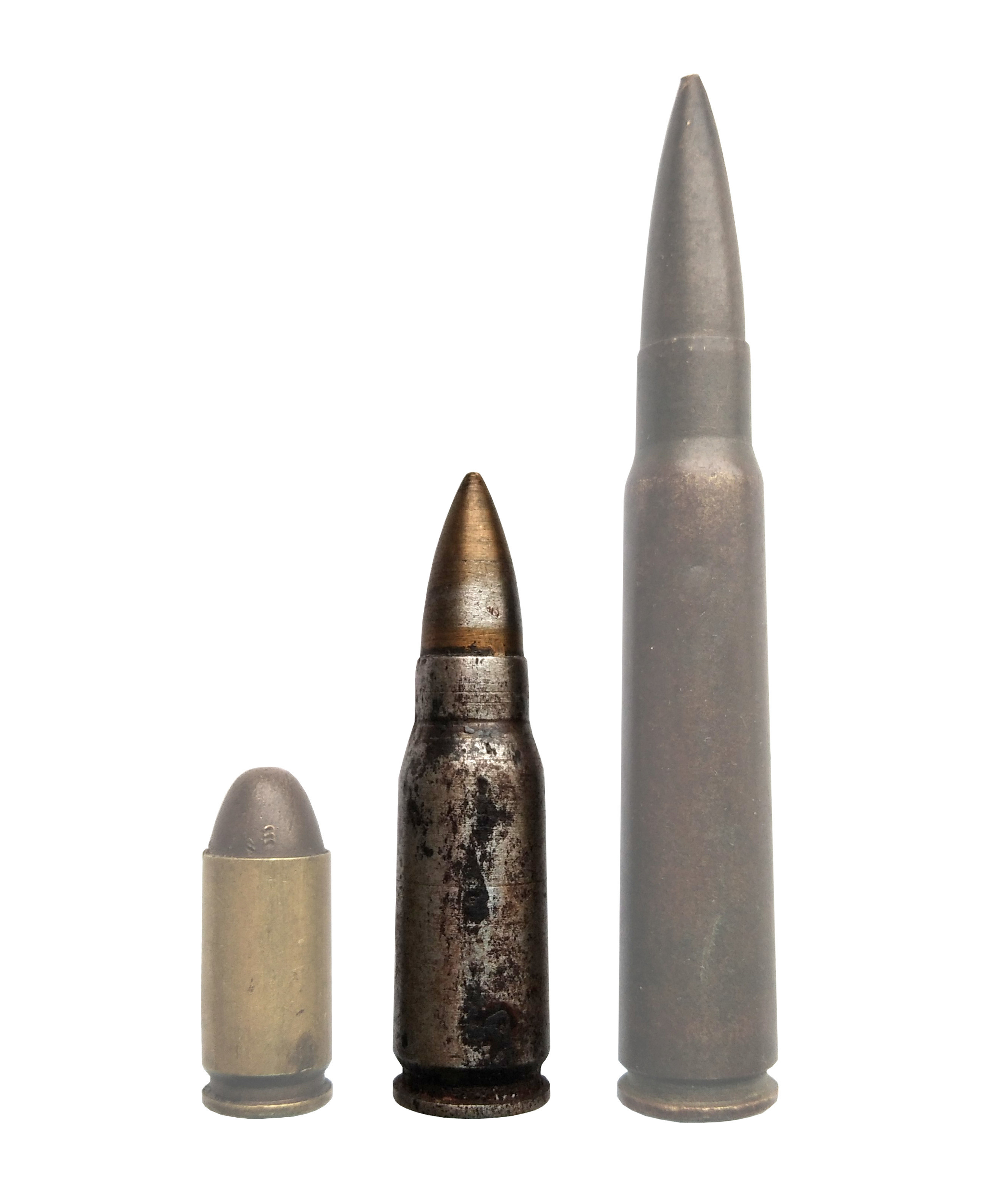
왼쪽부터:
9mm 파라벨룸 (권총탄)
7.92×33mm 쿠르츠 (중간탄)
7.92×57mm 마우저 (강력탄)

이 탄약은 독일군의 표준 보병 소총인 Kar98k와 기관총에서 사용된 7.92×57mm와 동일한 구경과 탄피 베이스 직경을 가졌다. 독일군은 7.92×57mm 자동 (선택사격) 소총인 FG 42를 제한적으로 보급했지만, 탄약의 강한 반동으로 인해 이 역할에서 효과적으로 사용하기 어려웠다.
필요했던 것은 기관단총과 소총 사이의 간극을 메울 수 있는 더 가볍고 기동성이 좋은 소총에 사용할 수 있는 탄약이었다. 표준 7.92×57mm 탄약통은 24 밀리미터 (0.94 in) 짧아졌다. 탄피 길이가 33 밀리미터 (1.3 in)인 쿠르츠 탄약은 전체 길이 7.92×57mm 마우저 탄약보다 훨씬 짧고 반동이 적었지만, 일반적인 전투 거리인 300 m (328 yd)에서는 거의 동일한 효과를 냈다. 이는 기관총보다 가벼운 무기에서도 효과적으로 발사할 수 있으면서도, 독일 기관단총의 표준이었던 9mm 파라벨룸보다 훨씬 더 큰 사거리, 속도 및 저지력을 가졌다는 것을 의미했다. 7.92mm 쿠르츠 m.E. 탄약의 무게는 17.05 그램 (263.1 gr)였으며, 탄두가 8.1 그램 (125 gr)를 차지하고 탄피와 추진제가 나머지 8.95 그램 (138.1 gr)를 차지했다. 전체 길이 7.92×57mm 마우저 s.S. 볼 탄약에 비해 34%의 무게 감소는 병사들이 더 많은 탄약을 휴대할 수 있음을 의미하여 지속적인 제압 사격 능력이 향상되었다.
제2차 세계 대전 후반기의 황동 부족은 이 새로운 탄약에 강철 탄피를 사용하게 만들었다. 쿠르츠 탄약은 탄창에서 급탄 신뢰성을 높이기 위해 원래 탄피보다 더 많은 테이퍼를 통합했다 (그리고 탄약이 더 긴, 전체 크기 탄약과 동일한 베이스 직경과 구경을 유지했기 때문에 더 급격한 테이퍼가 필요했다). 이는 이 탄약을 사용하는 무기에 독특한 곡선형 탄창을 가져왔는데, 이들은 곡선형 모양 때문에 "바나나 탄창"으로 널리 알려졌으며, 칼라시니코프 소총에 사용되는 7.62×39mm와 같이 명확하게 테이퍼가 있는 탄약을 사용하는 다른 무기에서도 볼 수 있다. 강철 탄피는 부식을 방지하기 위해 일반적으로 옻칠 처리되었다.
대부분의 탄두 변형은 보트 테일을 특징으로 했으며, m.E. - mit Eisenkern ("철심 포함")으로 지정된 탄두는 제2차 세계 대전 중 독일에서 부족해진 납과 다른 금속을 절약하기 위해 연강철심 탄두로 개발되었다.

## 탄약 변형
제2차 세계 대전 동안 7.92×33mm 쿠르츠 탄약은 전체 길이 7.92×57mm 마우저 탄약에 비해 상대적으로 제한된 수의 변형으로 생산되었다.
독일군은 7.9mm를 명칭으로 사용했고, 일반적으로 직경에 대한 언급을 생략하고 제2차 세계 대전 중 탄약 상자에는 정확한 장전 유형만 인쇄했다. 탄약 상자에는 i.L. 또는 in Ladestreifen이 추가될 수 있으며, 이는 7.92×33mm 쿠르츠 탄약이 스트리퍼 클립에 제공됨을 의미한다.
Pist. Patrone 43 m.E.
m.E. - mit Eisenkern ("철심 포함") — 연강심을 가진 탄두, 탄도계수 약 0.132 (G7 BC)
Pist. Patr. 43 L'spur
L'spur - Leuchtspur ("예광탄")
Pist. Patr. m.E.L'spur
m.E.L'spur - mit Eisenkern Leuchtspur ("철심, 예광탄")
Pist. Platzpatr. 43
Platz ("공포탄")
Pist. Treibpatrone 43
Treib ("총류탄용 부스터 장약")
Pist. Expatrone 43
Exerzier ("훈련용") 조준 훈련용 더미탄
Pist. Werkzeugpatrone
Werkzeugpatrone ("도구용 탄약") 총기 작동 검사용 더미탄

## 장전되는 총기

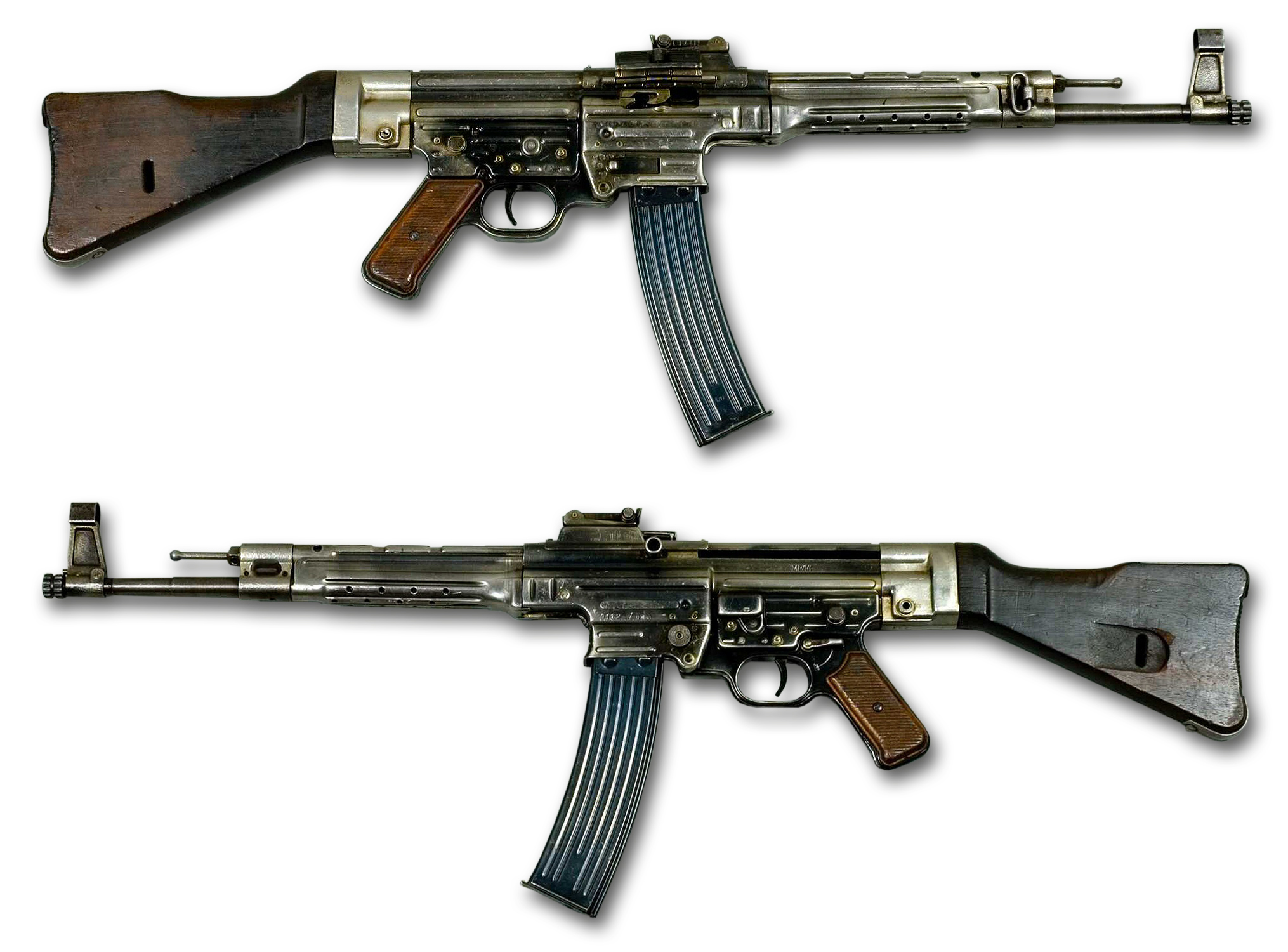
Sturmgewehr 44 (돌격소총 44)

쿠르츠 탄약과 관련 무기가 개발되기 전에는 일반 보병에게 지급되는 두 가지 기본 소형 화기, 즉 볼트액션 소총과 기관단총이 있었다. 볼트액션 소총은 대부분의 세계 군대의 표준 소형 화기였으며, 일반적으로 좋은 정확성과 저지력을 가졌지만 발사 속도가 매우 제한적이었다. 기관단총은 비교적 새로운 장비로, 매우 높은 발사 속도와 소형 크기를 제공했지만, 발사하는 권총탄(일반적으로 9mm) 때문에 사거리와 저지력이 매우 제한적이었다. 쿠르츠 탄약은 전통적인 볼트액션 소총이 발사하는 강력탄의 사거리와 정확성에는 미치지 못했지만, 여전히 300 m (328 yd)까지 개별 목표를 효과적으로 공격할 수 있었다. 효과적인 중간 크기 탄약으로서, 7.92×33mm 쿠르츠 탄약은 보병 전투가 가장 자주 일어나는 사거리에서 제어 가능한 자동 사격과 허용 가능한 정확성을 조합하여 돌격소총 개발의 핵심적인 진화를 제공했다.:287:243
이 탄약을 사용하는 무기는 몇 가지에 불과했으며, 가장 주목할 만한 것은 StG 44 – 광범위한 서비스에 채택되어 대량 생산된 최초의 돌격소총 – 그리고 구스틀로프 폴크스슈투름게베어이다. 당시 개발 중이던 여러 무기도 이 탄약을 사용했는데, StG 45, HIW VSK, Wimmersperg Spz-kr, Grossfuss Sturmgewehr; 그리고 제2차 세계 대전 중 제작된 여러 독일 및 체코 프로토타입 무기, 그리고 전쟁 후 다른 나라에서 제작된 소수의 프로토타입 무기들이 포함된다. 전쟁 후기에 제작된 K43 소총 중 알 수 없는 수의 소총이 이 탄약을 사용하도록 조정되었고 MP 44 탄창을 사용하도록 개조되었다.:1987 국민돌격대용 최후의 볼트액션 소총인 VK 98 (Volks-Karabiner)의 변형들도 이 탄약을 사용하도록 제작되었으며, 마우저와 슈타이어에서 생산된 수량은 알 수 없다.:168–170
7.92x33mm 쿠르츠를 사용하는 유일한 벨트 급탄식 경기관총은 소련 RD44의 경쟁 모델인 코우키 ZK 423이었다.
"NUR FÜR KURZ PATRONE" (짧은 탄약 전용)라고 총신에 각인된 Kar98 소총 몇 정이 유럽 시장에서 이 구경으로 판매된 적이 있다. 전쟁 중 시험용으로 이 구경으로 제작된 Kar98 소총이 몇 정 있었지만, 전문가와 수집가들은 이 소총들이 전후에 재조정된 것으로 간주한다.
헤레스바페남트(Heereswaffenamt) 사무실은 7.92x33mm 구경의 FG 42 사용을 고려했으며, 몇몇 초기 모델이 이 구경으로 제작 및 테스트되었다.
소수의 레밍턴 XP-100 볼트액션 표적 권총이 7.92×33mm 쿠르츠로 제작되었다.
로타르-발터는 7.92×33mm 쿠르츠용 마우저 98 총신을 새로 제조한다.
2010년, 총기 제작자 에릭 킨셀은 AMT 권총용 희귀 탄약 부족 문제를 다루고 있었다. 그는 7.92x33mm 쿠르츠의 탄피 길이가 .30 카빈 및 .50AE 등과 같은 33mm 탄약과 거의 동일하다는 것을 발견했으며, 핸드로더들은 단순히 탄두를 탄피에 거꾸로 넣음으로써 훨씬 저렴한 탄약을 확보하고 기존 탄창에 맞출 수 있었다. 보트테일 탄두가 허용 가능한 성능을 보였지만, 수요가 적고 변환 총신도 거의 생산되지 않았다.
독일 로트바일의 슈바벤 암스 GmbH는 8mm 마우저 및 .308 윈체스터 외에 7.92×33mm 쿠르츠 (유럽에서는 8x33으로도 알려져 있음) 구경의 신규 K98k 소총을 제공한다.

## 제2차 세계 대전 이후
제2차 세계 대전 이후, 이 탄약은 1940년대 후반과 1950년대 초반에 아르헨티나와 벨기에를 비롯한 여러 국가에서 프로토타입 소총에 시험 및 사용되었다. 나토가 조직되었을 때 최초의 FN FAL 프로토타입은 이 탄약을 발사하도록 설계되었다. 전쟁 후에는 동독, 체코슬로바키아 사회주의 연방공화국, 이집트에서 제조되었다.
스페인은 전쟁 후에도 개발을 계속하여 예광탄, 보트테일 탄두, 그리고 납심을 가진 약간 더 짧은 탄두와 같은 몇 가지 탄약 변형을 만들었다. 이러한 개발은 스페인 중령 칼자다 바요에 의해 장려되었다. 그러나 이들은 더 급진적인 탄약인 7.92×40mm CETME에 찬성하여 취소되었다. 결국 스페인 CETME 소총은 7.62 × 51 mm NATO 탄약의 변형을 사용하게 되었다.
탄약에 대한 수요는 여전히 존재한다. 레바논군 민병대, 지부티, 파키스탄뿐만 아니라 동구권 국가와 유고슬라비아가 군사 원조로 제공한 노획 독일 무기가 유통되는 아프리카의 뿔과 중동 일부 국가의 비정규군에서 StG 44가 여전히 사용되고 있기 때문이다. 현재 세르비아 우지체의 프르비 파르티잔 공장에서 제조되고 있다. 개인 수집가 시장에서도 어느 정도 수요가 있다. 재장전 가능한 탄피는 7.62×51mm NATO 탄피를 크기 조정 및 절단하여 생산할 수 있으며, Hornady는 이 구경에 적합한 125 그레인 .323-인치 (8.2 mm) 탄두를 수제 장전을 위해 생산한다.

### 44 구경
파키스탄에서는 같은 탄약이 "44 Bore"라는 현지 이름으로도 사용되고 있다고 보고된다. 이는 MP44/StG44 시리즈의 44를 의미하거나, 넥다운된 7.62×51mm 탄피의 헤드스탬프에서 발견되는 "L44A1" 각인을 의미한다. 7.62×39mm가 제한 구경(파키스탄에서는 "금지 구경" 또는 "PB"로 알려짐)이기 때문에, 이 탄약을 사용하는 현지 제조 AK-패턴 무기(페샤와르, 코하트, 데라 아담 켈 등에서 생산 또는 개조됨)에만 반자동으로 사용된다. 이러한 AK-패턴 무기는 이 탄약을 사용하도록 조정되거나 개조된 무기의 일관성 없는 총기 제작과 탄약의 품질 관리 부족으로 인해 일반적으로 열등하다고 간주된다. 때때로 민간 보안 회사에서 사용된다. 7.62mm 총열에 7.92mm 탄두를 재보링 없이 사용하는 것은 안전한 방법으로 간주되지 않는다. 44 구경 탄약의 사용은 2012년에 특별히 금지될 때까지 법의 허점이었다.

## 같이 보기
- 8mm 구경
- 칼자다 바요 CB-57
- 소총탄 목록
- 권총 및 소총탄 목록

## 추가 자료
- Kapell, Dr. Dieter, Die deutsche Kurzpatrone 7,92×33, Books on Demand GmbH, Norderstedt Germany, 2007.
- Handrich, Hans-Dieter, Sturmgewehr! From Firepower to Striking Power, Collector Grade Publications Inc., Cobourg, Canada, 2004.

틀:중간탄